# Heinrich von Lehndorff

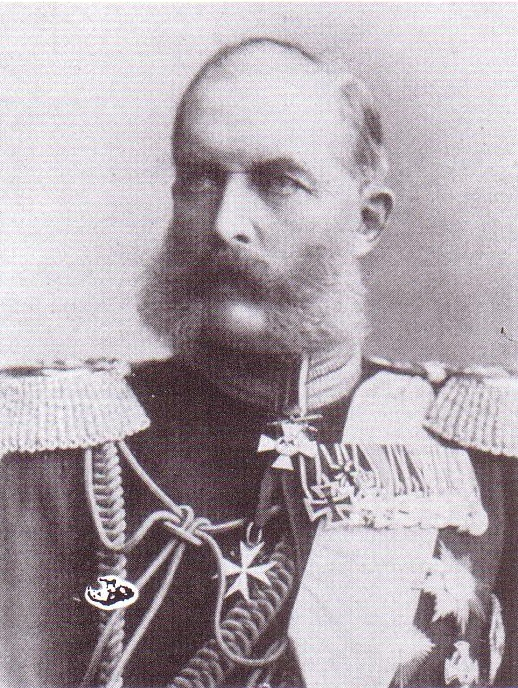
Heinrich von Lehndorff

Graf Ahasverus Heinrich August Otto Magnus Ferdinand von Lehndorff (* 1. April 1829 in Königsberg; † 24. April 1905 auf Schloss Preyl bei Wargen) war ein preußischer General der Kavallerie.

## Leben

### Herkunft
Heinrich entstammte dem ostpreußischen Adelsgeschlecht Lehndorff. Er war ein Sohn des preußischen Generalleutnants Karl von Lehndorff (1770–1854) und dessen Ehefrau Pauline, geborene Gräfin von Schlippenbach (1805–1871). Sein älterer Bruder Karl (1826–1883) war Reichstagsabgeordneter, der jüngere Bruder Georg (1833–1914) Oberlandesstallmeister.

### Militärkarriere
Lehndorff besuchte das Kneiphöfische Gymnasium in Königsberg und die Ritterakademie in Brandenburg an der Havel; dort machte er 1848 auch sein Abitur. Nachdem er sich Ostern 1848 als Student an den Universität Königsberg immatrikuliert hatte, trat er am 21. Juli 1848 in das 5. Kürassier-Regiment der Preußischen Armee ein. Ende Januar 1850 wurde er unter Beförderung zum Sekondeleutnant dem Regiment der Gardes du Corps aggregiert und im Mai 1851 in das Regiment einrangiert. Lehndorff absolvierte von Oktober 1853 bis März 1854 die Militär-Reitschule und war 1854 sowie 1856 zur Begleitung des Prinzen Georg von Preußen auf einer Badereise kommandiert. Bis Ende Mai 1859 avancierte Lehndorff zum Rittmeister. Am 3. April 1866 erfolgte seine Ernennung zum Flügeladjutanten von König Wilhelm I. und zwei Monate später stieg er zum Major auf. Als solcher nahm Lehndorff im Krieg gegen Österreich an der Schlacht bei Königgrätz teil und erhielt dafür das Ritterkreuz des Königlichen Hausordens von Hohenzollern mit Schwertern.
Zwischenzeitlich zum Oberstleutnant avanciert, war Lehndorff im Herbst 1869 zur Begleitung des Kronprinzen Friedrich auf dessen Reise durch den Orient kommandiert.
Er nahm 1870/71 während des Krieges gegen Frankreich im Großen Hauptquartier an den Schlachten bei Gravelotte und Sedan sowie der Belagerung von Paris teil. Ausgezeichnet mit dem Eisernen Kreuz II. Klasse wurde er nach dem Friedensschluss Mitte August 1871 Oberst und erhielt Mitte Juni 1872 den Rang sowie die Gebührnisse eines Regimentskommandeurs.
1874 erfolgte die Beförderung zum Generalmajor à la suite sowie zum Kommandeur der Leibgendarmerie. Lehndorff wurde am 22. März 1885 zum Generaladjutant von Kaiser Wilhelm I. ernannt und zwei Jahre später mit dem Roten Adlerorden I. Klasse mit Eichenlaub und dem Emailleband des Kronenordens mit Schwertern am Ringe ausgezeichnet. Nach dem Tod Wilhelms trat Lehndorff am 22. März 1888 als Generaladjutant zu dessen Nachfolger Friedrich III. über. Am 14. April 1888 wurde er zum General der Kavallerie befördert und am 27. Juni 1888 mit Pension zur Disposition gestellt sowie gleichzeitig zu den nichtdiensttuenden Generaladjutanten von Kaiser Wilhelm II. überführt. Dieser Beauftragte ihn wiederholt mit besonderen Aufgabe. So nahm Lehndorff 1891 an der Beisetzung des Großfürsten Nikolaus in Sankt Petersburg und 1892 an der Wiedereröffnung des Schloßkirche in Wittenberg teil. In Würdigung seiner Verdiente wurde ihm das Großkreuz des Roten Adlerordens mit Eichenlaub und Schwertern und Schwertern am Ringe sowie der Schwarze Adlerorden mit der Kette verliehen.
Im Jahr 1894 erhielt er den Ehrentitel eines Landhofmeisters im Königreich Preußen. Lehndorff war seit 1894 Kommendator der Preußischen Genossenschaft des Johanniterordens, trat der Kongregation bereits 1859 bei, und Mitglied des Preußischen Herrenhauses. Außerdem war er Oberburggraf und stand à la suite des Regiments der Gardes du Corps. In Berlin-Karlshorst ist seit 1934 eine Straße nach ihm benannt.
Er war seither Gutsbesitzer und galt als Aristokrat. Lehndorff war Begründer der Linie Preyl und Bauherr des 1890–1894 errichteten imposanten Schlosses Preyl am Wargener Mühlen- bzw. Kirchenteich, ca. 15 km westlich von Königsberg zwischen dem Kurischen Haff und Frischen Haff.
Warglitten-Preyl war der Gutsbesitz einer Linie der Großfamilie von Lehndorff, zu dem zusätzlich die angrenzenden Güter von Landkeim, Lehndorf und Regitten mit Greibau gehörten, insgesamt rund ca. 1200 ha. Warglitten-Preyl war ein Hauptgut der Familie von Lehndorff.

### Familie
Lehndorff hatte sich am 26. Oktober 1880 in Rohrbeck mit Margarete Gräfin von Kanitz (1858–1928) verheiratet. Sie war Palastdame der Kaiserin Auguste Viktoria. Aus der Ehe folgende Kinder hervor:
- Wilhelm (1881–1896)
- Manfred (1883–1962) ⚭ 1908 Harriet Gräfin von Einsiedel (* 1886)[10]
- Heinrich (1885–1914)
- Paula (* 1889) ⚭ 1916 Gisbert Freiherr zu Innhausen und Knyphausen (* 1882)